# Xã Cornwall, Quận Spink, South Dakota
Xã Cornwall (tiếng Anh: Cornwall Township) là một xã thuộc quận Spink, tiểu bang Nam Dakota, Hoa Kỳ. Năm 2010, dân số của xã này là 45 người.